# Purpuricenus globulicollis
Purpuricenus globulicollis là một loài bọ cánh cứng trong họ Cerambycidae.